# 王琴堂 (清朝軍事人物)
王琴堂（?—?），山東東昌府館陶縣（今屬河北省）城西南孩寨人。清朝軍事人物，武傳臚出身。
道光二十年（1840年），王琴堂中式庚子科武舉。道光二十四年（1844年），王琴堂高中甲辰科武殿試張殿華榜二甲第一名進士，欽點三等御前侍衛。咸豐三年（1853年），籤分湖北德安衛守備。當時太平天國氣勢正盛，大舉西征，王琴堂隨湖廣總督吳文鎔督軍圍剿，屢立戰功，保舉都司，在黄岡禦敵，不久陣亡，屍骨無存。光緒年間，朝廷尋找其後人，亦無人應召。